# John Barnes (Regisseur)
John Barnes (* 25. März 1920 in Belford, New Jersey; † 27. Juni 2000 in New York City, New York) war ein US-amerikanischer Drehbuchautor, Filmproduzent und Filmregisseur.

## Karriere
John Barnes Karriere im Filmgeschäft begann 1951, für den Kurzfilm People Along the Mississippi verfasste er das Drehbuch, war als Produzent für die Umsetzung verantwortlich und gab sein Regiedebüt. Für seinen Dokumentarkurzfilm The Living City erhielt er bei der Oscarverleihung 1954 in der Kategorie „Bester Dokumentar-Kurzfilm“ eine Nominierung. Die Auszeichnung erhielt jedoch Walt Disney für den Film The Alaskan Eskimo. Im Anschluss daran war Barnes für die Umsetzung bei je drei Dokumentarfilmen über Macbeth im Jahr 1964 und William Shakespeare im Jahr 1970 als Regisseur und Produzent verantwortlich. Für seine Beteiligung an NET Festival erhielt er gemeinsam mit Norman Campbell und Curtis W. Davis einen Primetime Emmy bei der Primetime-Emmy-Verleihung 1970 in der Kategorie „Outstanding Variety or Musical Program – Classical Music“. Seine letzte Beteiligung an einem Film handelte über das Leben von John Keats und wurde 1973 unter dem Titel John Keats: His Life and Death veröffentlicht.
John Barnes starb im Alter von 80 Jahren in New York City.

## Filmografie (Auswahl)
- 1951: People Along the Mississippi (Kurzfilm)
- 1953: The Living City (Dokumentarkurzfilm)
- 1953: The Baltimore Plan (Dokumentarkurzfilm)
- 1964: Macbeth I: The Politics of Power (Dokumentarkurzfilm)
- 1964: Macbeth II: The Themes of Macbeth (Dokumentarkurzfilm)
- 1964: Macbeth III: The Secret’st Man (Dokumentarkurzfilm)
- 1970: Shaw vs. Shakespeare I: The Character of Caesar (Dokumentarkurzfilm)
- 1970: Shaw vs. Shakespeare II: The Tragedy of Julius Caesar (Dokumentarkurzfilm)
- 1970: Shaw vs. Shakespeare III: Caesar and Cleopatra (Dokumentarkurzfilm)